# Авангард (стадіон, Рівне)
«Аванга́рд» — багатофункціональний стадіон, розташований у місті Рівному, який використовується для проведення футбольних матчів і легкоатлетичних змагань, є ареною проведення домашніх матчів місцевого футбольного клубу «Верес».

## Історія
У 2019 році розпочалася реконструкція головного стадіону Рівненщини. Планувалося, що вже у квітні 2022 року «Верес» зможе прийняти донецький «Шахтар» на власному полі. Але через початок повномасштабного вторгнення РФ на деякий час роботи були призупинені і відкриття арени довелося відкласти.
30 вересня 2022 року вперше за 5 років рівненський футбольний клуб «Верес» зіграв матч на стадіоні «Авангард».